# 傅亨
傅亨（1929年—1997年），山西荣河人，生于天津，中国物理化学家，曾任中国科学院化学研究所研究员。

## 家庭
父亲傅作义，母亲刘芸生。妻子陈群荣，有子陈山、傅川。